# Campeonato del Sudeste Asiático de Fútbol Playa 2018
El Campeonato del Sudeste Asiático de Fútbol Playa de 2018 fue la tercera edición del Campeonato del Sudeste Asiático de Fútbol Playa. Se llevó a cabo del 18 al 24 de noviembre en Bali, Indonesia, y contó con la participación de cinco equipos.

## Participantes
- Indonesia (anfitrión)
- Malasia
- Timor Oriental
- Tailandia
- Vietnam

## Clasificación
| País           | PJ | PG | PE | PP | GF | GC | Dif. | PTS |
| -------------- | -- | -- | -- | -- | -- | -- | ---- | --- |
| Tailandia      | 4  | 4  | 0  | 0  | 21 | 10 | +11  | 12  |
| Vietnam        | 4  | 3  | 0  | 1  | 14 | 14 | 0    | 9   |
| Indonesia      | 4  | 1  | 1  | 2  | 13 | 12 | +1   | 4   |
| Malasia        | 4  | 1  | 1  | 2  | 13 | 15 | −2   | 4   |
| Timor Oriental | 4  | 0  | 0  | 4  | 6  | 13 | −7   | 0   |

### Partidos
| Fecha                   | Lugar |                |                           | Resultado |                           |                |
| ----------------------- | ----- | -------------- | ------------------------- | --------- | ------------------------- | -------------- |
| 18 de noviembre de 2018 | Bali  | Tailandia      | Bandera de Tailandia      | 4:1       | Bandera de Timor Oriental | Timor Oriental |
| 18 de noviembre de 2018 | Bali  | Vietnam        | Bandera de Vietnam        | 3:2       | Bandera de Malasia        | Malasia        |
| 19 de noviembre de 2018 | Bali  | Timor Oriental | Bandera de Timor Oriental | 3:4       | Bandera de Malasia        | Malasia        |
| 19 de noviembre de 2018 | Bali  | Vietnam        | Bandera de Vietnam        | 3:2       | Bandera de Indonesia      | Indonesia      |
| 20 de noviembre de 2018 | Bali  | Malasia        | Bandera de Malasia        | 3:5       | Bandera de Tailandia      | Tailandia      |
| 20 de noviembre de 2018 | Bali  | Timor Oriental | Bandera de Timor Oriental | 2:5       | Bandera de Indonesia      | Indonesia      |
| 21 de noviembre de 2018 | Bali  | Indonesia      | Bandera de Indonesia      | 4:4       | Bandera de Malasia        | Malasia        |
| 21 de noviembre de 2018 | Bali  | Vietnam        | Bandera de Vietnam        | 4:9       | Bandera de Tailandia      | Tailandia      |
| 22 de noviembre de 2018 | Bali  | Tailandia      | Bandera de Tailandia      | 3:2       | Bandera de Indonesia      | Indonesia      |
| 22 de noviembre de 2018 | Bali  | Timor Oriental | Bandera de Timor Oriental | 1:4       | Bandera de Vietnam        | Vietnam        |

## Fase final

### Disputa del tercer lugar
| Fecha                   | Lugar |           |                      | Resultado |                    |         |
| ----------------------- | ----- | --------- | -------------------- | --------- | ------------------ | ------- |
| 24 de noviembre de 2018 | Bali  | Indonesia | Bandera de Indonesia | 1:2       | Bandera de Malasia | Malasia |

### Final
| Fecha                   | Lugar |           |                      | Resultado |                    |         |
| ----------------------- | ----- | --------- | -------------------- | --------- | ------------------ | ------- |
| 24 de noviembre de 2018 | Bali  | Tailandia | Bandera de Tailandia | 4:6       | Bandera de Vietnam | Vietnam |